# 米特爾巴赫河 (奧滕巴赫河支流)
49°58′26.88″N 9°18′32.38″E / 49.9741333°N 9.3089944°E

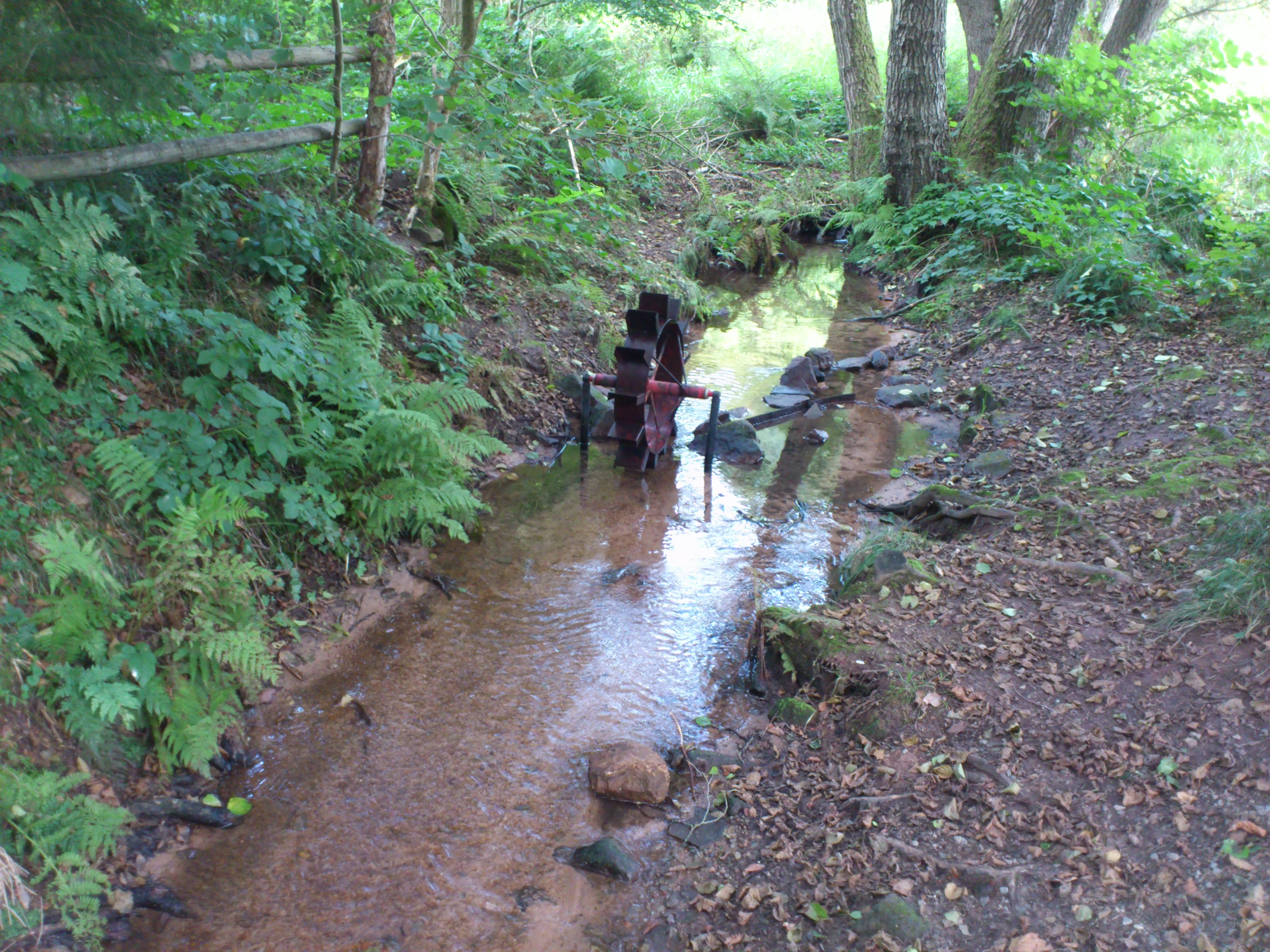
米特爾巴赫河（奧滕巴赫河支流）

米特爾巴赫河（德語：Mittelbach），是德國的河流，位於該國東南部，由巴伐利亞負責管轄，屬於奧滕巴赫河的左支流，河道全長2.6公里，流域面積3.4平方公里。